# Basilio Mstislavič
Basilio Mstislavič (in russo Василий Мстиславич?; XII secolo – Toržok, marzo 1218) fu principe di Toržok e figlio primogenito di Mstislav Mstislavič l'Audace; è venerato come santo locale a Novgorod.

## Biografia
Basilio era il figlio primogenito del principe di Novgorod Mstislav Mstislavič l'Audace e di sua moglie Maria, figlia del khan poloviciano Köten. È l'unico figlio maschio a venire menzionato espressamente dalle cronache, a differenza dei suoi fratelli, sia pur soltanto in due occasioni. Tra le poche informazioni conosciute, si sa che quando il padre si recò verso la Galizia nel 1217, egli rimase a Novgorod. Nel 1218 giunse a Toržok, dove verosimilmente si ammalò e morì a marzo. Come sostiene Martin Dimnik, nessuna testimonianza garantisce che Basilio si sposò.
Il corpo fu riportato a Novgorod e sepolto il 1º aprile in una cappella della cattedrale di Santa Sofia, accanto al nonno Mstislav Rostislavič il Coraggioso. La sua tomba fu rinvenuta durante alcuni scavi nel 1955.
Nel 1439 ebbe inizio il culto di Basilio come santo locale. In data 4 ottobre, fu istituita la commemorazione funebre dei principi e dei vescovi di Novgorod sepolti nel Sofijskij sobor. Vasilij è menzionato nella Descrizione dei santi russi, redatta tra la fine del XVII e il XVIII secolo. Il suo nome è annoverato nella cattedrale dei santi di Novgorod del 1981.

## Ascendenza
|                                     |   |                      | Genitori               |  |  | Nonni |  |  | Bisnonni             |  |  | Trisnonni               |  |
|                                     |   |                      |                        |  |  |       |  |  | Rostislav Mstislavič |  |  | Mstislav I Vladimirovič |  |
|                                     |   |                      |                        |  |  |       |  |  | Rostislav Mstislavič |  |  | Mstislav I Vladimirovič |  |
|                                     |   | Cristina Ingesdotter |                        |  |  |       |  |  | Rostislav Mstislavič |  |  |                         |  |
| Mstislav Rostislavič                |   |                      |                        |  |  |       |  |  | Rostislav Mstislavič |  |  |                         |  |
|                                     |   | …                    | …                      |  |  |       |  |  |                      |  |  |                         |  |
|                                     |   | …                    | …                      |  |  |       |  |  |                      |  |  |                         |  |
|                                     |   | …                    | …                      |  |  |       |  |  |                      |  |  |                         |  |
| Mstislav Mstislavič                 |   | …                    |                        |  |  |       |  |  |                      |  |  |                         |  |
|                                     |   | Jaroslav Osmomysl    | Vladimirko Volodarovič |  |  |       |  |  |                      |  |  |                         |  |
|                                     |   | Jaroslav Osmomysl    | Vladimirko Volodarovič |  |  |       |  |  |                      |  |  |                         |  |
|                                     |   | Jaroslav Osmomysl    | Sofia d'Ungheria       |  |  |       |  |  |                      |  |  |                         |  |
| una figlia di Jaroslav Osmomysl (?) |   | Jaroslav Osmomysl    |                        |  |  |       |  |  |                      |  |  |                         |  |
|                                     |   | …                    | …                      |  |  |       |  |  |                      |  |  |                         |  |
|                                     |   | …                    | …                      |  |  |       |  |  |                      |  |  |                         |  |
|                                     |   | …                    | …                      |  |  |       |  |  |                      |  |  |                         |  |
| Basilio Mstislavič                  |   | …                    |                        |  |  |       |  |  |                      |  |  |                         |  |
|                                     | … | …                    |                        |  |  |       |  |  |                      |  |  |                         |  |
|                                     | … | …                    |                        |  |  |       |  |  |                      |  |  |                         |  |
|                                     | … | …                    |                        |  |  |       |  |  |                      |  |  |                         |  |
| Köten                               | … |                      |                        |  |  |       |  |  |                      |  |  |                         |  |
|                                     |   | …                    | …                      |  |  |       |  |  |                      |  |  |                         |  |
|                                     |   | …                    | …                      |  |  |       |  |  |                      |  |  |                         |  |
|                                     |   | …                    | …                      |  |  |       |  |  |                      |  |  |                         |  |
| Maria                               |   | …                    |                        |  |  |       |  |  |                      |  |  |                         |  |
|                                     |   | …                    | …                      |  |  |       |  |  |                      |  |  |                         |  |
|                                     |   | …                    | …                      |  |  |       |  |  |                      |  |  |                         |  |
|                                     |   | …                    | …                      |  |  |       |  |  |                      |  |  |                         |  |
| …                                   |   | …                    |                        |  |  |       |  |  |                      |  |  |                         |  |
|                                     |   | …                    | …                      |  |  |       |  |  |                      |  |  |                         |  |
|                                     |   | …                    | …                      |  |  |       |  |  |                      |  |  |                         |  |
|                                     |   | …                    | …                      |  |  |       |  |  |                      |  |  |                         |  |
|                                     |   | …                    |                        |  |  |       |  |  |                      |  |  |                         |  |